# Inner Circle (hudební skupina)
Inner Circle je jamajská reggae skupina. Byla založena v roce 1968 Ianem a Rogerem Lewisovými s Jacobem Millerem. Avšak 23. března 1980, po Millerově tragické autonehodě, se skupina rozpadla. Již za dva roky, tedy v roce 1982, byla skupina opětovně složena, a účinkuje dodnes.
Jejich nejznámější hit je „Sweat (A La La La La Long)“. Druhý největší hit „Bad Boys“, byl vydán v roce 1987 a objevil se například populárním americkém seriálu COPS.

## Členové

### Současní
- Ian Lewis – basová kytara, doprovodný zpěv
- Bernard Harvey – klávesy, doprovodný zpěv
- Lancelot Hall – bicí, perkuse
- Roger Lewis – kytara, doprovodný zpěv
- Trevor Bonnick – doprovodný zpěv
- Andre Phillips – kytara

### Bývalí
- Michael Sterling – sólová kytara, zpěv
- Jacob Miller  – zpěv
- Kris Bentley – zpěv
- RJ Ronquillo – kytara
- Jr. Jazz – zpěv, kytara
- Michael Sterling – kytara, doprovodný zpěv

## Diskografie

### Studiová alba
- Rock The Boat (1974)
- Blame It To The Sun (1975)
- Reggae Thing (1976)
- Ready For The World (1977)
- Heavyweight Dub (1978)
- Killer Dub (1978)
- Everything Is Great (1979)
- New Age Music (1980)
- Something So Good (1982)
- Black Roses (1986)
- One Way (1987)
- Rewind!, Pt.2: The Singers (1990)
- Identified (1991)
- Bad To The Bone (1992)
- Bad Boys (1993)
- Reggae Dancer (1994)
- Da Bomb (1996)
- Speak My Language (1998)
- Jamaika Me Crazy (1999)
- Big Tings (2000)
- Jah Jah People (2001)
- Barefoot In Negril (2001)
- Kool Operator (2002)
- This Is Crucial Reggae (2004)
- State Of Da World  (2009)

### Koncertní alba
- Forward Jah-Jah People (1999 - highlights from the ninth Cartagena Festival, 1990)

### Singly
| Rok  | Singl                            | U.S. Hot 100 | U.S. R&B | UK Singles | Album               |
| ---- | -------------------------------- | ------------ | -------- | ---------- | ------------------- |
| 1979 | „Everything Is Great“            | -            | -        | 37         | Everything Is Great |
| 1979 | „Stop Breaking My Heart“         | -            | -        | 50         | Everything Is Great |
| 1982 | „Something So Good“              | -            | -        | -          | Everything Is Great |
| 1987 | „Bad Boys“                       | 8            | 58       | 52         | One Way             |
| 1992 | „Sweat (A La La La La Long)“     | 16           | 73       | 3          | Bad Boys            |
| 1993 | „Rock With You“                  | 98           | -        | -          | Bad Boys            |
| 1994 | „Games People Play“              | 84           | -        | 67         | Reggae Dancer       |
| 1998 | „Not About Romance“              | 92           | -        | -          | Speak My Language   |
| 2010 | „Candy Girl“(featuring Flo Rida) | -            | -        | -          | State of da World   |